# 本間三郎 (物理学者)
本間 三郎（ほんま さぶろう、1935年9月4日 - 2006年12月15日）は、日本の物理学者。

## 略歴
1935年群馬県高崎市生まれ。1954年群馬県立高崎高等学校卒業。1959年東北大学理学部物理学科卒業。1964年東北大学大学院理学研究科原子核理学専攻博士課程修了、理学博士。米国マサチューセッツ工科大学原子核研究所助手、東京大学理学部講師、同大原子核研究所助教授などを経て、1984年10月教授。1996年定年退官、名誉教授となる。1997年学校法人読売理工学院の読売江東理工専門学校校長、同学院理事に就任。1998年6月、読売東京理工専門学校校長に就任。両校校長を兼務。専攻は、高エネルギー粒子加速器を用いた原子核・素粒子物理実験。

## 著書
- 『素粒子を光で見る 物質と光の本質への挑戦』講談社(ブルーバックス)1977
- 『幻の素粒子 クォーク・モノポール・タキオン』岩波書店 岩波現代選書 1980
- 『超光速粒子タキオン 未来を見る粒子を求めて』講談社 (ブルーバックス)1982
- 『物質の究極 原子からクォークまで』科学情報企画 1984
- 『素粒子の謎を追う』1986 朝日選書
- 『物質の究極は何だろうか』1989 講談社現代新書
- 『素粒子の世界』日本放送出版協会 (NHKライブラリー) 1997

### 共著
- 『電気の謎をさぐる』山田作衛共著 1994 岩波新書

### 翻訳
- スティーブン・ワインバーグ『電子と原子核の発見 20世紀物理学を築いた人々』日経サイエンス社 1986　のちちくま学芸文庫
- シェルダン・L.グラショウ『科学が描く大きな絵小さな絵 グラショウ教授が語る』丸善 1994
- シェルダン・L.グラショウ『素粒子物理に未来はあるか グラショウ教授が語る』丸善 1994